# Pseudonapomyza cingulata
Pseudonapomyza cingulata är en tvåvingeart som beskrevs av Mitsuhiro Sasakawa 1963. Pseudonapomyza cingulata ingår i släktet Pseudonapomyza och familjen minerarflugor. Inga underarter finns listade i Catalogue of Life.